# Eodorcadion potanini
Eodorcadion potanini là một loài bọ cánh cứng trong họ Cerambycidae.